# スカンジナビア (客船)
座標: 北緯33度27分 東経135度43分 / 北緯33.450度 東経135.717度
スカンジナビアは、1926年建造のヨット型クルーズ客船。
クルーズ客船「ステラ・ポラリス」として運用された後、コクド（現：西武ホールディングス）傘下の伊豆箱根鉄道が所有・管理し、係留地の静岡県沼津市西浦でホテル兼レストラン「フローティングホテル・スカンジナビア」として利用された。

## 概要
この船を発注した船会社「ベルゲン蒸気船会社」（BDS＝ノルウェー語: Det Bergenske Dampskibsselskab）は「ステラ・ポラリス」と名付けた。同社の伝統に従い、天文現象や夜空の天体の名前を新造船に付けており、「ステラポラリス」とはラテン語でこぐま座の北極星を指す。
受注したウェーデンのイェータヴェルケン造船所にとって400隻目であり、購入価格469万2511ノルウェー・クローネが支払われると1926年9月11日に進水、翌年2月に引き渡された。全長127m（バウスプリットを含む) 、乗客定員は200名でコールサインはLGCF/LCYZである。
航海で世界を巡った本船は会社で一番人気の船になり、クルーズ船として世界一の知名度を得た。第二次世界大戦中は占領したドイツ軍に徴用され、ドイツ兵の洋上宿舎に転用されている。1951年にはスウェーデンの海運企業「クリッパーライン」に売却されたがクルーズ界で1969年まで稼働、日本に売却されるとホテルとレストラン用の施設として係留される。2006年8月に中国に向けて曳航され、日本の領海で沈没した。

## 船歴

### 時代背景
第一次世界大戦中に被った破壊と損失を補うため、海上輸送は大規模な業界再建を見る。戦後、世界には好景気が訪れたがノルウェーは不況に見舞われ、為替を1914年以前の金本位制に戻そうと動いて1928年に実現する。1920年代後半には世界中の海を大型船が航行し、海運業は急速に成長した。貨物船が最も多かったが、先進国の繁栄によりクルーズ市場がわき、他の海運会社も投資を始めた。
その中にノルウェーの企業ベルゲン蒸気船会社（諾: Det Bergenske Dampskibsselskab）も含まれており、すでに所有の蒸気機関帆船（DY）「メテオール 」（ノルウェー語）で成功を収めていた同社は1925年8月、旅客専用の豪華な新型客船を設計させた。外観は僚船メテオールから発想を得たものの、新しい船体は蒸気機関ではなくディーゼル機関を2基積んだ。造船業者が応札し、イェータヴェルケン社は落札こそしたものの、それまで客船も、ましてや豪華客船などの建造実績はなかった。したがって家具の多くは設計から納品まで下請け業者に発注し、たとえばSelander & Sons（セランダー＆サンズ）社は内装も外装も木工品は全て任されている。

### 進水・処女航海
1926年11月、スウェーデン南西部のヨーテボリ造船所にて建造、翌1927年2月23日にステラ・ポラリス（M/S Stella Polaris、北極星の意）として進水した（発注主：ベルゲンライン社（ノルウェー））。2月26日に出航した処女航海の目的地はロンドンであった。
白い優雅な姿で第一次大戦の前から世界一周航海を行う等世界各地の海をめぐったことから「七つの海の白い女王」と呼ばれ、富裕層を対象にしたクルーズ事業向け客船として世界中を航海した。著名人も多数利用した。
本船は処女航海の旅程からティルベリーまで走ると物資と乗客数名を乗せ、リスボン（ポルトガル）を経由して地中海を航行している。その後、春と秋には地中海やカナリア諸島などの暖かい地域を訪れ、冬の間は世界一周にあててニューヨークを出発点に選ぶのが常だった。夏はノルウェー沿岸からスバールヴァル諸島、バルト海など北の海域で過ごしている。クルーズの乗客定員は200名前後、世界一周を楽しむ乗客はその半分ほどであった。1937年6月12日の夜、本船ステラ・ポラリスはスタ北方の海域でノルウェーの貨物船DS「ノーベル」と衝突事故を起こす。後者の船は積荷にダイナマイトと弾薬が含まれていたが、爆発しないまま沈没した。本船は船首に軽い損傷を受け、折れたバウスプリットを補修している。クルーズ運航を続けた本船は、1939年9月にオスロに帰着すると第二次世界大戦を母港の係留地で迎えた。1940年4月9日（現地時間）、ノルウェーはドイツ軍の攻撃を受ける（ヴェーザー演習作戦）。船会社は本船の係留地をベルゲン近くのオスターフィヨルドへ移動すると決定した。

### ドイツ軍による接収
1940年、アドルフ・ヒトラー率いるナチス党政権下のドイツによるノルウェー侵略により、ドイツ軍に接収された。しかし戦時下でも戦災には巻き込まれず（Uボート乗組員の憂さ晴らしに荒らされた事はあったが）、終戦の1945年に元の所有者であるベルゲンライン社（ノルウェー）に返還される。

### 故郷に戻り修復
1946年、ドイツ軍による接収の間の船体の整備は必ずしも良好でなく、また調度品などにもダメージを受けていたので、故郷であるヨーテボリに回航され、大規模な修復が施された。この時、ブリッジの密閉化などの近代化改修もあわせて行われた。

### クルーズ船として復帰
1947年、修復と改修を終えたステラ・ポラリスは、第二次世界大戦後の混乱が続く中ではあったが、いち早くクルーズ船としての営業を開始した。

### 故郷スウェーデンの船籍に
1959年、スウェーデンのクリッパーライン社に売却された。この時は近代化をあえて行わず、むしろベルゲンライン時代の良さを残す形で修復が行われた。

### SOLAS条約
SOLAS条約とは「1914年の海上における人命の安全のための国際条約」の通称である。1912年の『タイタニック号』事故を機に1929年に締結され、数々の改定を経て今日でも国際的な海難防止の礎を築いている。
1974年の改正は、ステラ・ポラリスにとっては、大規模な改修か就航終了かを迫る厳しい宣告となった。施行までの猶予期間は設けられたものの、これを機にステラ・ポラリスの豪華客船としての歴史を終えることになる。

### 日本への売却
1969年、就航40年以上を経過したステラ・ポラリスの処置についてクリッパーライン社は、クルーズ客船としての維持修復に多額の投資を続けるより売却を選択した。当時の日本が高度経済成長を迎えるなか、積極的にリゾート開発を行っていたコクドに沿って、傘下企業の伊豆箱根鉄道が沿線リゾート開発目的での買収によるホテルシップ構想を表明、5億円で売却されることになった。なお、契約条項に「ステラ・ポラリスの継続使用は認めない」という内容が含まれていたため、名称を「フローティングホテル・スカンジナビア」に変更し、静岡県沼津市西浦木負767番地沖に投錨、1970年7月25日に営業を開始した。
コクドは当初、スカンジナビアを中心に水族館などを併設した総合レジャー施設（今日で言うテーマパーク）を建設する構想があったが頓挫した。既に長井崎を挟み2kmほど離れて存在する三津天然水族館（現在の伊豆・三津シーパラダイス）とは遊覧船で結ばれてはいたものの、観光地としての連続性に欠けるものとなり、その価値はやや低下することとなったが、グループ企業にプリンスホテルを持つ強みを生かしたサービスノウハウによりホテルやレストランとして数多くの利用客に親しまれ、リゾート地としての人気を長年にわたり維持していた。
こうした評価と実績については、富士山を背景にしたスカンジナビア号の気品ある景観の美しさが評判を呼び、ホテルとしての付加価値・魅力にも繋がった事を挙げなければならない（ピークの1990年度には、船内のレストランだけで年間約6万人が利用し、約10億3000万円の売り上げを記録した）。

### ホテルの営業終了
1999年、バブル景気終了後の消費低迷やリゾート不況の影響で、人員削減をはじめとしたリストラなどの経費節減を実施していたが、客室稼働率が著しく低下していたホテル部門の営業終了を発表し、ホテル主体の事業からレストラン専業に業態を変更した。

### レストランの営業終了
2005年、コクド会長・堤義明の証券取引法違反事件に端を発した西武グループの事業再編が始まり、スカンジナビアも事業見直しの対象となった。このさい、建造後70年以上経過し老朽化の激しい船体の維持管理に掛かる莫大なコストなどに伴う不採算事業として、レストラン部門の閉鎖および船体の売却方針がマスコミに発表された。地域住民の有志から「海洋文化財としてこのまま地元に残すべき」などといった声が多く集まり、シンポジウム開催や保存を要望する署名を所有者の伊豆箱根鉄道へ持参しての陳情など、保存運動が行われたが、2005年3月31日、レストラン営業を終了した。
2005年閉鎖前の営業内容
- フローティングレストラン・スカンジナビア - 北欧料理のバイキング形式での提供。「グリル北欧」レストランの運営。
- ドルフィンウエディング - 伊豆三津シーパラダイスでイルカ達と結婚式&スカンジナビアでウェディングパーティを企画運営。
- 多目的ホール・北極星 - 広い船内スペースを活用したパーティ用などのイベントスペース。

### 転売に難航
2005年、海洋クルーズ運航事業を行うランティー社（BVI、イギリス領ヴァージン諸島）との間に売買交渉が持たれ、同年7月中には修理のために日本を離れて上海に向かうとの報道があったが、翌2006年になっても曳航準備の動きなく、売買交渉が難航していると報道された。なお、最終的にこの売買交渉は成立しなかった。

### 曳航中の事故
ランティー社との売買交渉が不成立となったあと、ペトロ・ファースト社（スウェーデン）へ売却が決まった。2006年8月31日、伊豆箱根鉄道社長や沼津市長らが参加して出航式が行われ、曳航される形で沼津を出航した。この後、9月7日上海に寄港し改修ののち、スウェーデンで再びホテル兼レストランとして営業する予定だったが、曳航中の9月1日21時頃に船体が左傾しはじめ、同23時30分頃に状態確認のため串本町潮岬西側の入江に退避した。しかし傾斜はおさまらず徐々に浸水し、船体が沈み始めた。曳航不能と判断され、深みに沈めるため2日午前1時30分頃に再び沖合に向かったが、傾斜および浸水の状況は改善することないまま、同午前2時頃、和歌山県潮岬沖約3kmの海底72mに沈没した。死者はなかったものの、船内には木製のレリーフや美しいガラス彫刻などの美術品も残っていたが、それらも船と運命を共にしてしまった。西武鉄道グループの事業再編に端を発したスカンジナビア売却は、第二の活躍の地であった日本に36年係留された後、再び建造国のスウェーデンへ戻ることなく太平洋の海底で79年の船史を終えることとなった。
浸水により沈没に至ったが、浸水の原因は不分明である。かつての船員や利用客の思い出が強く、彼らからの依頼で沈没した状態の様子を記録するプロジェクトが、2025年現在、テクニカルダイバー野村昌司が率いる潜水チームで取り組まれている。

## クルーズ船の女王

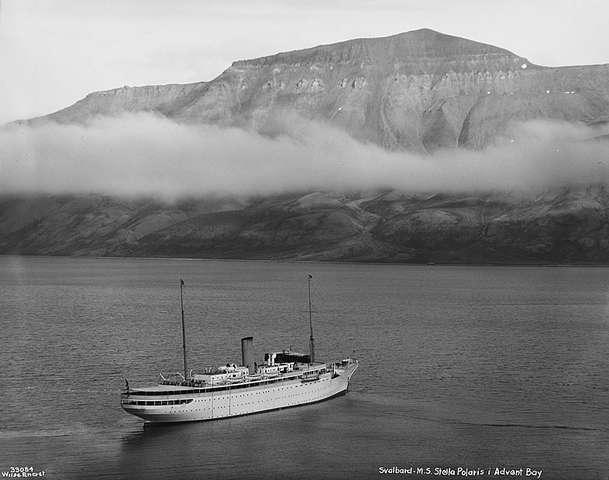
アドベント湾を進むステラ・ポラリス（1928年、Anders Beer Wilse撮影。）

ステラ・ポラリスの設計コンセプトは19世紀の快速船クリッパーの優雅な外観をなぞっており、ベルゲンライン社の設計部長クヌード・ツィンマー（Knud Zimmer）の発想に基づき、船首にバウスプリットを備えマストを傾斜させ、煙突は黄色に船尾は白に塗装してあった。
世界のクルーズ専用船のごく初めの例であるばかりか、最初からクルーズ運航のみに用いた船の1つでもある。1950年代まで通常であれば、繁忙期は定期旅客航路を走り、閑散期はクルーズ運航に割り振った時代である。これらの船舶と比べると本船ステラ・ポラリスの外観はまるで王族専用のヨット（帆船）のようであった。また外観に負けず劣らず内装も優雅で、貴重な木材を用材に注文家具はスウェーデンの家具職人が手がけ、また大食堂の天井には星座を構成する150個のランプに異なる彩色を施した。最も豪華な客室は4室、それぞれマホガニー、サクラ、ナシ、カバで装飾した。インテリア装飾にはガラス作品を採用、主な作家はノルウェーの芸術家 Ståle Kyllingstadなどで、木工象嵌の1種などの装飾が見られた。
世界一周クルーズにはバルコニーのある外側の船室のみ用いて、内廊下に面した客室は乗客のウォークイン・クローゼットに充てた。そのため乗客の定員は100名ほどと満室の半分、それに対する乗務員は130名前後を配し、真のファーストクラスのサービスでもてなした。典型的な旅程は通常1月にニューヨークを出るとキューバを訪問してからパナマ運河を通過した。太平洋を渡りオーストラリア信託統治領ニューギニア（当時）、フィリピン、インドネシア、シンガポールに立ち寄ってからスリランカとインドに向かった。喜望峰を回り北上してフリータウン（シエラレオネ）、ラス・パルマス・デ・グラン・カナリア、カサブランカとタンジェ（モロッコ）、ジブラルタル（イベリア半島）を目指し、イギリスのハーウィッチで旅客を下ろした。
本船は当時の客船に比べれば控えめな大きさであり、同じ1927年に建造された客船 MS「アウグスタス」（イタリア船籍）は全長92 m、総トン数で6倍以上も大きく、乗客定員は11倍である 。現代の例えばロイヤル・カリビアン・インターナショナルの運航する新しい船「オアシス・オブ・ザ・シーズ」（2009年秋竣工）と比べると全長ほぼ3分の1、総トン数で大きさは2.4%（42分の1）、乗客定員は3.7％（27分の1）に過ぎない。

## 映像作品の言及
映像作品のロケ地に使用。
テレビドラマ
- ウルトラマンA - 第20話「青春の星 ふたりの星」に登場。
- 魚たちと眠れ　洋上女子大学殺人事件 - 1978年 土曜ワイド劇場。
- 西部警察 - 第1期第21話「汚ない奴」に登場。
- ぼくら野球探偵団 - 第13話「シージャック 海を行く赤マント」に登場。

映画
- 下落合焼とりムービー - 船上パーティーのシーンに登場。
- シベリア超特急 - シベリア超特急3の舞台となった。

発想の元となった作品。
テレビドラマ
- 虹色定期便 - テレビドラマの99年度版に登場するホテルポセイドンはスカンジナビアをモデルとしている。

アニメ
- サザエさん (テレビアニメ) - 1985年3月31日放送の「早春伊豆長岡の別れ」その2の終わりに登場[15]。

漫画
- ラブライブ!サンシャイン!![16] - かつて沼津市西浦木負にあった船という設定で、シングル『smile smile ship Start!』のコンピュータグラフィックス製プロモーション・ビデオに登場。西武グループ各社が協賛。

## 位置情報

### 係留地
1969年から2006年まで。
- 北緯35度01分17.15秒 東経138度52分46.60秒 / 北緯35.0214306度 東経138.8796111度
- 韮山,大瀬崎 - 地理院地図
- スカンジナビア号係留地 - Google マップ

### 沈没地点
田辺海上保安部発表による。
- 北緯33度26分58.98秒 東経135度43分33.78秒 / 北緯33.4497167度 東経135.7260500度
- 田並 - 地理院地図
- ステラ・ポラリス号沈没地点 - Google マップ